# Maks Šah
Maks Šah, ravnatelj, prosvetni delavec, * 7. oktober 1912, Celje, † 12. januar 1991, Trst

## Življenje in delo
Rodil se je v Celju posestniku Jožefu in materi Barbari Vrečar, gospodinji. Šolal se je v Celju (osnovno šolo in gimnazijo), nato je začel bogoslovje pri salezijanskem redu, a je po vojaškem roku iz semenišča izstopil, opravil maturo in se vpisal na Filozofsko fakulteto v Ljubljani. Zaradi vojnih časov je moral prekiniti študij, maja leta 1945 se je umaknil na Koroško, najprej v Celovec, nato pa v Lienz, potem pa je nadaljeval v Italijanski Riccione, kjer je pomagal organizirati mednarodno univerzitetno središče UNRRA. Leta 1946 se je preselil v Bologno, kjer se je vpisal na Leposlovno fakulteto in 1. julija 1947 doktoriral z disertacijo La storia dei popoli slavi nelle opere di Enea Silvio Piccolomini (Zgodovina slovanskih narodov v delih Eneja Silvija Piccolomija). Nato se je preselil v Trst, kjer je postal profesor na slovenski nižji gimnaziji. Odtlej je poučeval na srednjih šolah na Tržaškem slovenščino, latinščino, zgodovino in zemljepis in leta 1973 postal redni profesor, od leta 1977 pa najprej poverjeni ravnatelj na DTTZ Državnem tehničnem zavodu Žiga Zois v Trstu, dve leti kasneje pa redni ravnatelj do upokojitve leta 1983. 
Maks Šah je bil večkrat član komisij za usposobljenostne izpite in natečaje, veliko se je bavil s sindikalnim delom za ureditev pravnega položaja slovenskega šolstva v Italiji in z manjšinsko problematiko. Kot sindikalist je stalno sodeloval v raznih delegacijah za reševanje šolskih vprašanj. Sestavil in napisal je več šolskih knjig.
Od prihoda v Trst do svoje smrti je bil član Radijskega odra, od leta 1983 do leta 1988 predsednik, nato pa blagajnik društva. Bil je med ustanovitelji revije Mladika, sodeloval je pri Slovenski prosveti in bil med pobudniki Študijskih dnevov Draga. Bil je tudi med ustanovitelji politične stranke Slovenska skupnost.   Veliko je predaval po prosvetnih dvoranah po tržaškem, sodeloval je v raznih oddajah na Radiu Trst A, za katerega je prevedel nad 20 radijskih iger.  Poučeval je slovenščino v tržaškem bogoslovju in je bil član upravnega odbora IRFOP (Deželnega zavoda za poklicno izobraževanje). Z gesli je več let sodeloval pri Primorskem slovenskem biografskem leksikonu in je napisal mnogo zgodovinskih prispevkov za Koledar Goriške Mohorjeve družbe.

## Knjige
- Zemljepis Evrope za višje srednje šole (1950) [6]
- Od prvih zapiskov do romantike: II. slovensko berilo za višje srednje šole [7]